# Río Candelaria

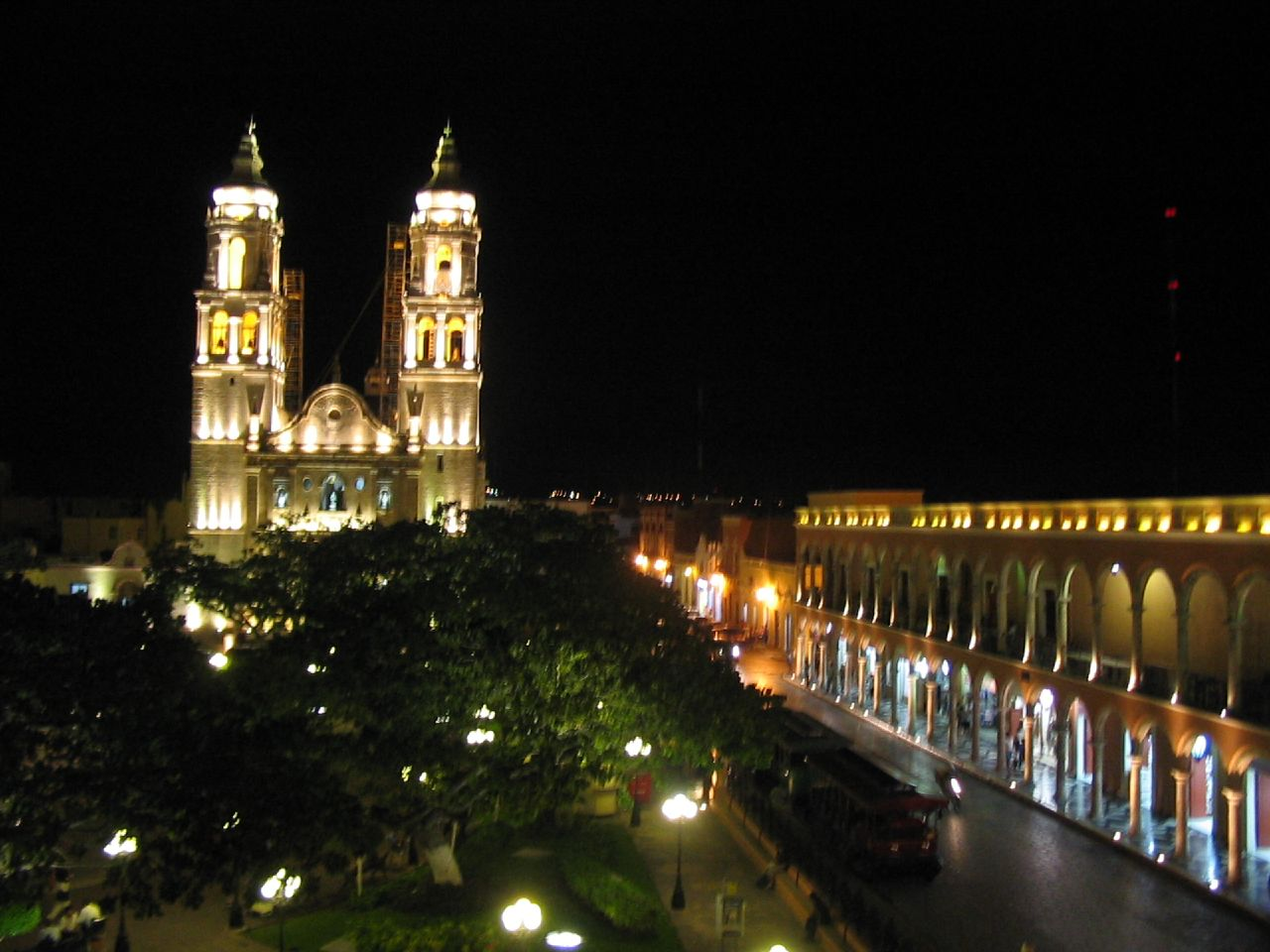

El río Candelaria es un río del municipio del mismo nombre en el Estado de Campeche. Río Candelaria es un río que se origina en el Departamento de Petén en Guatemala, su nombre original era Acalán, luego lo cambiaron a Concepción y por último recibe el nombre Candelaria. Río Candelaria tiene un recorrido de cuatrocientos dos kilómetros (402km), lo realiza entre las fronteras de Guatemala y México. 
Tiene una longitud de unos 400 km y drena una cuenca de 9228 km².

## Geografía
El río Candelaria nace en el extremo norte del departamento de Petén, en Guatemala. Discurre en dirección noroeste adentrándose en México, en el estado de Campeche, en la zona sur de la península de Yucatán. Acaba desembocando en la laguna de Términos, una laguna costera localizada a la vera del golfo de México.
Posee un curso con un desnivel variado, lo que se manifiesta en numerosas cascadas y paisajes destacados. Entre sus afluentes se cuentan los ríos La Esperanza, Caribe, La Joroba y Toro.
El río atraviesa la población de Candelaria.

## Historia
En las cercanías de Candelaria se cree se encuentra el sitio que los relatos del conquistador  Hernán Cortés mencionan como Itzamkanac ,al cual llega buscando riquezas en la tierra denominada Hibueras (hoy Honduras). En 1525, a orillas del Candelaria, Cortes mandó ahorcar a Cuauhtémoc, el último de los emperadores aztecas.